# ACTC1

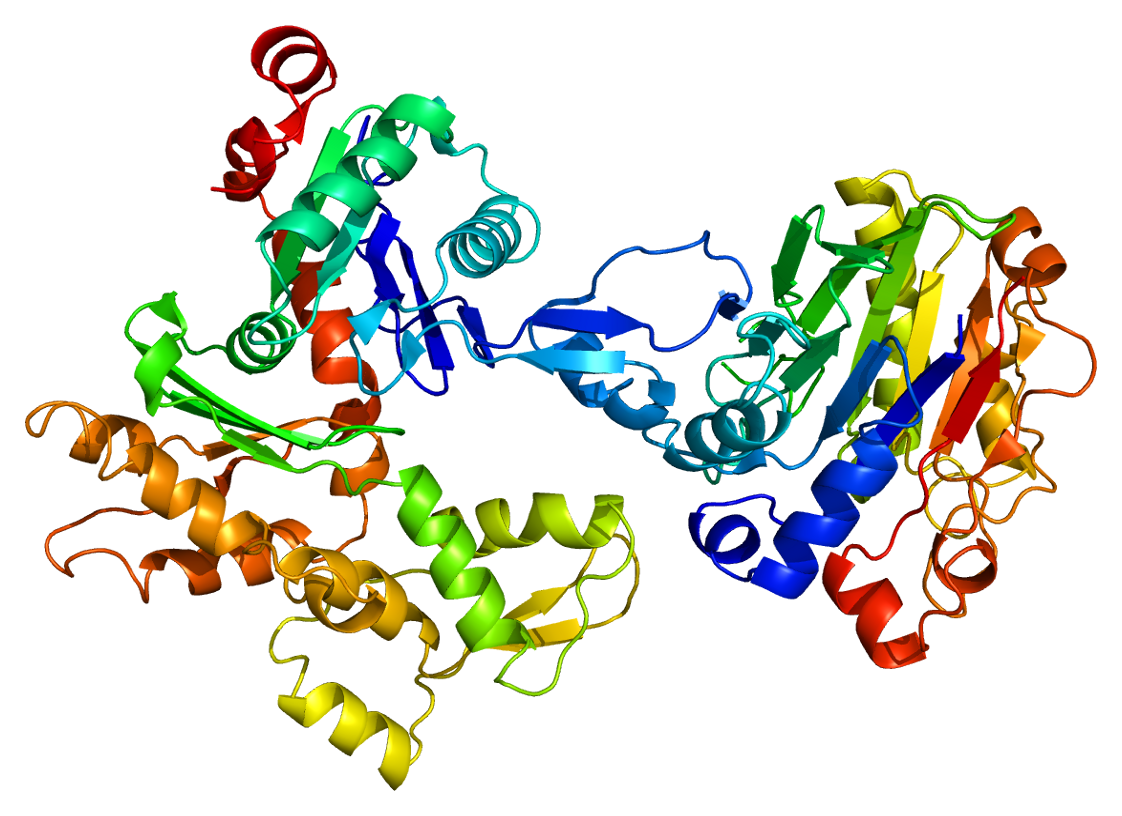
Proteína del ACTC1

Actina alfa del músculo cardíaco 1, también conocida como ACTC1 es un gen humano que codifica para un tipo de actina. Como su nombre indica, es especialmente abundante en el músculo cardíaco. Posee una longitud total de 7631 pb, con la marco abierto de lectura interrumpido en seis exones. Fue el primer gen de los seis donde se encontraron alelos implicados en procesos patológicos.